# تبريد المباني السلبي
التبريد السلبي يشير إلى تقنيات أو ميزات تصميم المستخدمة لتكييف المباني من خلال التحكم بالتبادل الحراري من خلال تحسين الارتياح الحراري وبإستهلاك قليل أو معدوم للطاقة، كتلك الموجودة في مشاريع المنازل الخضراء أو الصديقة للبيئة
مصطلح «السلبي» يعني أن لا يتم استخدام المكونات المستهلكة للطاقة الميكانيكية مثل المضخات والمراوح.
تصميم المبنى للتبريدالسلبي يحاول دمج مبادئ الفيزياء في بناء المحيط الخارجي للوصول إلى:
1. بطء انتقال الحرارة إلى المبنى. وهذا ينطوي في فهم آليات لنقل الحرارة: التوصيل للحرارة، الحمل الحراري نقل الحرارة، والإشعاع الحراري (في المقام الأول من أشعة الشمس).
2. إزالة الحرارة غير المرغوب فيها من أحد المباني. ويمكن في المناخات المعتدلة ذات ليال باردة وجافة ان يتم ذلك مع التهوية الليلية. في الجو الحار الرطب، مع ليالي ساخنة / رطبة، والتهوية غير مجدية، يمكن أن تكلف تكييف الهواء بالطاقة الشمسية فعالة.

## التظليل
تظليل المبنى من الأشعة الشمسية يمكن أن يتم تحقيقه في نواح كثيرة.
المباني يمكن أن تكون موجهة للاستفادة من الشمس في فصل الشتاء، في حين أن الجدران والنوافذ يتم تظليلها من حرارة الصيف المباشرة.وهذا يمكن الوصول إليه من خلال تصميم موقع امتدادات محددة واسعة أو متدلية بشكل أفقي فوق النوافذ في الواجهة الشمسية الرئيسية (الجانب الجنوبي في نصف الكرة الشمالي، الجانب الشمالي في نصف الكرة الجنوبي)
يجب أن لا تسمح المباني الطاقة السلبية أشعة الشمس المباشرة بالدخول من خلال المساحات الزجاجية الكبيرة مباشرة إلى مكان للعيش في فصل الصيف.إذا تم ارجاع الواجهة الزجاجية للاتجاه المقابل للشمس إلى جانب خط الاستواء من المبنى.
فإنه يلتقط شمس الشتاء المنخفضة، ويحجب أشعة الشمس المباشرة في فصل الصيف، عندما ارتفاع الشمس أعلى من 47 درجة. الزجاج الخارجي المقابل لأشعة الشمس، بالإضافة إلى زجاج الواجهة الداخلية بين أشعة الشمس وأماكن المعيشة الداخلية يقوم بعمل منطقة عازلة حرارية، وجوداثنان من المناطق ذات الفروقات الصغيرة بالانتقال الحراري يتفوق على وجود منطقة واحدة ذات فرق عالي في الحرارة من ناحية العزل.

## جودة التركيبات
تلعب جودة النافذة والباب دوراً كبير على معدل انتقال الحرارة (وبالتالي على التدفئة والتبريد). باب الخشب الصلب مع عدم وجود نوافذ يوصل الحرارة حوالي 12 مرة أسرع من الباب المملوء رغوة. يمكن أن تكون النوافذ القدية، أو الأبواب والنوافذ ذات الجودة الأقل أن تقود بتسريب الكثير من الهواء الخارجي، وتزيد من اشعاع الكثير من الحرارة غير المرغوب فيها من خلال المحيط الخارجي للمبنى، والتي يمكن أن تشكل جزءا كبيرا من فواتير الطاقة المتعلقة بالتدفئة والتبريد.
لأسباب وجيهة كثيرة، سقف الزجاج المائل بزاوية ليس بالخيار الجيد في أي مبنى وأي مناخ.

 في الصيف، يخلق ظاهرة الفرن الشمسي، مع الشمس تقريبا عمودية عليه. في أيام الشتاء الباردة، ومع انخفاض زاوية الشمس يعكس الزجاج في الغالب من الحرارة للخارج. الهواء الدافئ يرتفع بتيارات الحمل الطبيعية، ويلامس السقف الزجاجي، ومن ثميتم نقل الحرارة للخارج عن طريق الإشعاع والتوصيل.
توجيه الزجاج عامودياً باتجاه '''الواجهة الشمسية النشطة''' هو أفضل بكثير من أجل الحصول على الطاقة الشمسية شتاءً، ومنع حرارة الصيف، ويعمل على توفير ضوء النهار في جميع أنحاء المبنى.
يمكن أن تأثير الامتدادات للجدران، شاشات العزل، التعريشات أو النباتات المتسلقة في المباني القائمة بطريقة مماثلة. الغرف التي تواجه الغرب بشكل خاص عرضة لارتفاع درجة الحرارة لأن الشمس بعد الظهر منخفضة وتخترق الغرف خلال الجزء الساخن من اليوم. أساليب التظليل ضد شمس الشرق والغرب المنخفضة من خلالالستائر الرأسية أو المصاريع. وينبغي أن تكون النوافذ في الجانب الغربي الحد الأدنى في تصميم المباني المعتمدة على الطاقة الشمسية السلبية.
حرارة الشمس تدخل أيضا من خلال بناء الجدران والسقف. في المناخات المعتدلة، يمكن لبناء سيئة العزل من تمكين الاختراق للحرارة الزائدة في فصل الصيف، وسوف تحتاج إلى مزيد من التدفئة في الشتاء.
واحد علامة على التصميم الحراري السيء للعلية أن تحصل على سخونة أكثر من ذروة الصيف. ويمكن أن يعالج هذا باستخدام سقف بارد أو الأسقف الخضراء، والتي يمكن أن تقلل من درجة حرارة سطح السقف بنسبة 70 درجة فهرنهايت (21 درجة مئوية) في فصل الصيف. تحت سقف يجب أن يكون هناك حاجز اشعاعي وفجوة في الهواء، التي تمنع 97٪ من الإشعاع من التسرب للداخل.
من الآليات الثلاث من نقل الحرارة (التوصيل، والإشعاع الحراري)، الإشعاع هي واحدة من الأهم في معظم المناخات، وهي الأسهل في الحصول على نموذج. هناك علاقة خطية بين معدل الفرق في درجة الحرارة وموصل / الحمل الحراري انتقال الحرارة. ولكن، على علاقة الإشعاع علاقة أسية، الذي هو أكثر أهمية عند وجود فرق كبير في درجة الحرارة (في الصيف أو الشتاء).
معدل انتقال الحرارة (والتي يرتبط التدفئة والتبريد الشرط) مرتبط ارتباطاً وثيقاً بالمساحة السطحية للمبنى. يمكن للزوايا الزخرفية أن تزيد ضعفين أو ثلاثة أضعاف مساحة السطح المغلف الخارجي، وبالتالي خلق المزيد من الفرص لتسرب الهواء.
في المناخات الجافة مع ليال باردة معتدلة، نوعين من التهوية الطبيعية يمكن أن يتم الحصول عليها بالتصميم وهي تنشأ من خلال: تهوية المتقاطعة (عبر فتحات التهوية يتطلب على الجانبين من غرفة واحدة) والتهوية السلبية العامودية (تهوية تستخدم المسافة العمودية، مثل برج، بحيث تخلق فراغا مع ارتفاع الهواء عن طريق الحمل الحراري الطبيعي. وهو مدخل للهواء البارد في الطبقة السفلى).

## التهوية
مشاكل للحساسية مثل حبوب اللقاح يمكن أن تكون قضية عند استخدام النوافذ للتهوية الهواء النقي. أي شيء يخلق الفرق في الضغط الجوي (مثل مجفف ملابس، المطبخ، والموقد والمخارج الحمام) يقوم بسحب الهواء من الخارج من خلال تسربات صغيرة في المبنى. كبديل، يمكن تصفية الهواء من خلال فلتر الهواء ميرف (قيمة الكفاءة الدنيا 8 +) لإزالة المواد المسببة للحساسية.
في مناخ بارد ليلا وحار جدا حار في النهار، يمكن للكتلة الحرارية في موقع استراتيجي ومعزولة للحد من التدفئة في المبنى عندما تكون الشمس ساطعة. ويمكن تصميم مواد تغيير لاستخراج الحرارة غير المرغوب فيها خلال النهار، والإفراج عنها ليلا.